# Військово-історичний музей Чорноморського флоту
Військово-історичний музей Чорноморського флоту — військово-історичний музей, присвячений історії та військовій звитязі Чорноморського флоту, розташований у місті Севастополі; один з найстаріших музейних закладів Кримського півострову (заснований 1869 року), значний культурний і туристичний осередок міста.

## Загальні дані
Військово-історичний музей Чорноморського флоту розташований у севастопольському середмісті в історичній спеціально зведеній двоповерховій будівлі кінця XIX століття за адресою: Час роботи закладу в літній період: з 10.00 до 17.30.

## З історії музею
Військово-історичний музей Чорноморського флоту був заснований у 1869 році в Севастополі з ініціативи тих, хто захищав місто під час Кримської війни (1853—56), для увічнення пам'яті учасників героїчної оборони міста. Створений музей був на добровільні пожертвування. Відкритий у власному будинку інженер-генерала Е. Тотлебена.
Окреме приміщення для музею збудоване в 1895 році за проєктом академіка А. Кочетова.
За радянських часів музейний заклад мав назву «Музей Червонопрапорного Чорноморського флоту».
Під час Німецько-радянської війни частину експозиції евакуйовано до Баку (Азербайджан), згодом до Ульяновська (Росія).
Військово-історичний музей Чорноморського флоту відновив роботу в Севастополі в 1948 році.
З незалежністю України (1991) музейний заклад зазнав часткової реекспозиції. Нині (2000-ні) музей підпорядкований Міністерству оборони України.

## Експозиція та діяльність
Експозиція Військово-історичного музею Чорноморського флоту налічує 20 тисяч одиниць зберігання, серед яких, зокрема, особисті речі адміралів В. Корнілова та П. Нахімова.
Загалом на 2 поверхах музейного приміщення 7 залів (3 на першому і відповідно 4 на другому):
- Зал 1. Заснування флоту — експозиція залу розповідає про боротьбу російського та українського народів за вихід до Чорного і Азовського морів; про заснування Севастополя та Чорноморського флоту (1783), російсько-турецькі війни (XVIII—XIX ст.) та бойові дії на Чорному морі на початку Кримської війни 1853—56 років.
- Зал 2. 349-денна оборона 1854—1855 рр. — експозиція залу розповідає про першу оборону Севастополя (1854—1855). У залі представлені особисті речі, зброя, предмети умундирування учасників і керівників оборони Севастополя, картини І. Айвазовського, Ф. Рубо, М. Красовського; літографії, присвячені подіям на морі та на суші в Кримській війні.
  - Проміжний зал. (Розташований між 2 і 3 залами музею) — експозиція залу розповідає про участь Чорноморського флоту в російсько-турецькій війні 1877—1878 років, висвітлює становище Чорноморського флоту напередодні революції 1905—1907 рр..
- Зал 3. — експозиція залу розповідає про події на Чорноморському флоті від 1904 року до лютого 1917 року, зокрема про участь моряків ЧФ у I російській революції 1905—1907 років та Першій світовій війні.
- Зал 4. — експозиція залу розповідає про участь моряків-чорноморців у громадянській війні, відродження, розвиток та зміцнення Чорноморського флоту в передвоєнні роки.

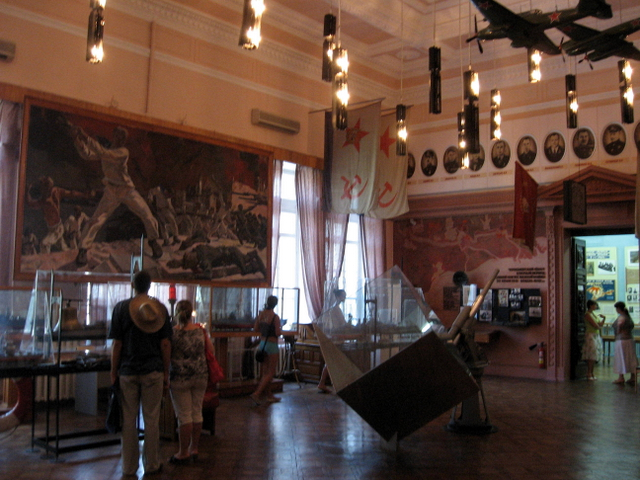
Зала «250-денна оборона Севастополя 1941—1942 рр.»

- Зал 5. 250-денна оборона 1941—1942 рр. — експозиція залу розповідає про Чорноморський флот у період другої оборони Севастополя 1941—1942 рр.
- Зал 6. — експозиція залу розповідає про участь Чорноморського флоту в боях за визволення Новоросійська і Таманського півострова, Кримської визвольної операції (1944).
- Зал 7. Червонопрапорний Чорноморський флот після Великої Вітчизняної війни — експозиція залу розповідає про Червонопрапорний Чорноморський флот після Німецько-радянської війни.

Матеріали музейних експозицій розповідають про заснування Севастополя як бази Чорноморського флоту, історію російського флоту від часів його створення, захист міста 1854—55 та героїчну оборону 1941—42 років, а також про історію українського Чорноморського флоту. Серед експонатів музею — картини, гравюри, скульптури, акварелі, епістолярії, мемуари, щоденники, документи, меморіальні речі, листівки, газети, зброя, бойові нагороди, фотографії, моделі козацьких чайок, різноманітних військових кораблів тощо.
У подвір'ї музею розташована відкрита експозиція військової техніки різних часів.
Військово-історичний музей Чорноморського флоту здійснює велику просвітницьку, інформаційну, наукову, екскурсійну діяльність.

## Виноски
1. ↑  Довідкова інформація. Архів оригіналу за 6 грудня 2011. Процитовано 8 грудня 2010.
2. ↑  План-схема музею [Архівовано 6 грудня 2011 у Wayback Machine.] на Сайт музею [Архівовано 20 жовтня 2011 у Wayback Machine.] (рос.)